# 基沙贝拉
基沙贝拉是巴西巴伊亚州的一个市镇。总面积368.017平方公里，总人口9117人，人口密度24.8人/平方公里。